# Mescalero
《Mescalero》는 미국의 록 밴드 ZZ 탑의 열네 번째 스튜디오 음반이다. 2003년 9월 8일, RCA 레코드의 마지막 음반으로 발매되었다. 밴드가 블루스 록에서 그들의 기반을 유지하는 동안, 《Mescalero》는 컨트리와 테하노와 같은 장르를 탐구했다. 녹음 세션은 휴스턴의 폼 박스 레코딩스에서 빌리 기본스가 프로듀서로 참여했다.

## 배경
1993년, ZZ 탑은 《Antenna》 (1994년), 《Rhythmeen》 (1996년), 《XXX》 (1999년)를 제작한 RCA 레코드와 계약을 맺었고, 그 중 후자는 밴드의 30주년을 기념했고 비평가들로부터 엇갈린 평가를 받았다. 그들은 주로 《XXX》와 《Mescalero》 사이의 몇 년 동안 호주, 뉴질랜드 및 유럽의 다양한 국가를 방문했다. 2002년, 밴드는 연례 로데오 휴스턴과 《CMT 크로스로즈》에서 브룩스 & 던과 함께 공연했다. 그들은 미국에서 짧은 카지노 투어와 유럽 투어를 갔다.

## 커버 아트
그 음반은 사막에서 메즈칼을 마시며 사라페와 솜브레로를 입은 해골을 묘사한다. 그 해골은 입에서 불꽃을 내뿜고 있는 것처럼 보인다. 《Mescalero》라는 제목은 메즈칼을 많이 마시는 사람을 말한다.

## 평가
| 전문가 평가                   | 전문가 평가 |
| 평가 점수                     | 평가 점수   |
| 출처                          | 점수        |
| ----------------------------- | ----------- |
| AllMusic                      | [ 1 ]       |
| The Austin Chronicle          | [ 2 ]       |
| laut.de                       | [ 3 ]       |
| Orlando Sentinel              | [ 4 ]       |
| The Rolling Stone Album Guide | [ 5 ]       |
| Sputnikmusic                  | 4/5         |
| Tom Hull                      | A−          |

올뮤직은 "1999년의 《XXX》의 끔찍한 실수를 제외하고, 그들은 모든 RCA 레코드가 부착된 음반에 생명의 징후를 보였고, 그들의 네 번째인 2003년의 오랜 지연된 《Mescalero》도 규칙에서 예외가 아닙니다. 빌리 기본스의 뚱뚱한 기타 톤은 여기서 어느 정도 존재감을 가지고 있습니다. 적어도 음반의 일부에서 말이죠. 그리고 실제 스윙을 제공하기 위해 교습적인 클릭 트랙으로 연주되지 않은 리듬 트랙이 충분히 있습니다."
이 음반은 빌보드 200에서 57위로 정점을 찍었다.

## 곡 목록
모든 곡들은 특별한 언급이 없는 한 빌리 기본스에 의해 작사/작곡하였다.
| #   | 제목                   | 작사·작곡                        | 재생 시간 |
| --- | ---------------------- | -------------------------------- | --------- |
| 1.  | 〈Mescalero〉          |                                  | 3:50      |
| 2.  | 〈Two Ways to Play〉   |                                  | 4:15      |
| 3.  | 〈Alley-Gator〉        |                                  | 3:29      |
| 4.  | 〈Buck Nekkid〉        |                                  | 3:02      |
| 5.  | 〈Goin' So Good〉      |                                  | 5:34      |
| 6.  | 〈Me So Stupid〉       | 기본스, 조 하디, 게리 문         | 3:33      |
| 7.  | 〈Piece〉              |                                  | 4:19      |
| 8.  | 〈Punk Ass Boyfriend〉 |                                  | 3:05      |
| 9.  | 〈Stackin' Paper〉     | 기본스, 하디                     | 2:58      |
| 10. | 〈What Would You Do?〉 |                                  | 3:03      |
| 11. | 〈What It Is Kid〉     | 기본스, 더스티 힐, 프랭크 비어드 | 4:13      |
| 12. | 〈Que Lastima〉        |                                  | 4:24      |
| 13. | 〈Tramp〉              | 로웰 풀슨, 지미 맥크래클린       | 5:12      |
| 14. | 〈Crunchy〉            |                                  | 3:13      |
| 15. | 〈Dusted〉             |                                  | 3:55      |
| 16. | 〈Liquor〉             |                                  | 3:22      |